# Torneo del Interior 1994-95
El Torneo del Interior 1994-95 fue la décima y última edición de este certamen  para los equipos indirectamente afiliados a la AFA. De este modo, ocupaba la tercera categoría del fútbol argentino. Los equipos provenían directamente de las distintas ligas regionales argentinas y al ser el único torneo para estos equipos, no incluía descensos. Luego de este torneo, el Consejo Federal comenzó con la disputa de una tercera y cuarta categoría para los equipos indirectamente afiliados a AFA, a las que denominó Torneo Argentino A y Torneo Argentino B respectivamente. Por segunda vez, otorgó 1 ascenso directo a la Primera B Nacional.
El torneo consagró campeón por primera vez a San Martín de San Juan, tras conseguir el primer puesto en el cuadrangular final.

## Ascensos y descensos
| Pos. | Ascendidos del Torneo del Interior 1993/94 |
| ---- | ------------------------------------------ |
| 1°   | Godoy Cruz Antonio Tomba                   |

| Pos. | Descendidos del Nacional B 1993/94 |
| ---- | ---------------------------------- |
| 22°  | Chaco For Ever                     |

| Incorporados de las ligas regionales                                              |
| --------------------------------------------------------------------------------- |
| Ciento diecisiete (117) equipos ganadores de las plazas de sus ligas respectivas. |

## Formato
Se jugó un certamen en dos etapas. La primera etapa regionalizada con los equipos divididos en 5 zonas geográficas, generalmente de las ligas más pequeñas, clasificando 2 equipos de cada zona a la segunda etapa. La segunda etapa estuvo conformada por 38 equipos, incluidos los 10 clasificados de la etapa anterior y equipos que clasificaron directamente a esta etapa, generalmente de las ligas regionales más grandes. Consistió en 4 rondas de grupos, la primera conformada por 8 grupos, la segunda por 4 grupos, la tercera por 2 y la ronda final de 1 grupo cuyo ganador obtendría el único ascenso.
Las ligas regionales invitadas determinaron el método de clasificación de los equipos al torneo.

## Equipos participantes

### Primera etapa
Estos equipos disputaron la primera etapa
| Región                                                        | Equipo                                             | Localidad                  | Provincia                             | Liga de origen                                  |
| ------------------------------------------------------------- | -------------------------------------------------- | -------------------------- | ------------------------------------- | ----------------------------------------------- |
| Bonaerense                                                    |                                                    |                            |                                       |                                                 |
| Club Social Ramallo                                           | Ramallo                                            | Buenos Aires               | Liga Nicoleña de Fútbol               |                                                 |
| Club Atlético Almirante Brown                                 | Arrecifes                                          | Buenos Aires               | Liga de Fútbol de Arrecifes           |                                                 |
| Club Juventud San Martín                                      | Santa Lucía                                        | Buenos Aires               | Liga Deportiva Sampedrina             |                                                 |
| Club Deportivo Central Buenos Aires                           | Zárate                                             | Buenos Aires               | Liga Zarateña de Fúbol                |                                                 |
| Club Atlético Compañía General                                | Salto                                              | Buenos Aires               | Liga Deportiva de Salto               |                                                 |
| Sport Club Pergamino                                          | Pergamino                                          | Buenos Aires               | Liga de Fútbol de Pergamino           |                                                 |
| Club Atlético El Huracán                                      | Rojas                                              | Buenos Aires               | Liga Deportiva de Fútbol              |                                                 |
| Club Sportivo Barracas                                        | Colón                                              | Buenos Aires               | Liga Deportiva de Colón               |                                                 |
| Club Atlético Ateneo de la Juventud Mercedina                 | Mercedes                                           | Buenos Aires               | Liga Mercedina de Fútbol              |                                                 |
| Club Atlético Villarino                                       | Chivilcoy                                          | Buenos Aires               | Liga Chivilcoyana de Fútbol           |                                                 |
| Club Rivadavia Lincoln                                        | Lincoln                                            | Buenos Aires               | Liga Deportiva del Oeste              |                                                 |
| Club Atlético Argentino                                       | Chacabuco                                          | Buenos Aires               | Liga Deportiva de Chacabuco           |                                                 |
| Club Atlético Empleados de Comercio                           | Bolívar                                            | Buenos Aires               | Liga Deportiva de Bolívar             |                                                 |
| Club Juventud Unida                                           | Lincoln                                            | Buenos Aires               | Liga Amateur de Deportes Lincoln      |                                                 |
| Club Atlético 9 de Julio                                      | Nueve de Julio                                     | Buenos Aires               | Liga Nuevejuliense de Fútbol          |                                                 |
| Asociación Atlética, Cultural y Deportiva Defensores del Bajo | Bragado                                            | Buenos Aires               | Liga Bragadense de Fútbol             |                                                 |
| Club Atlético Juventud Unida                                  | Banderaló                                          | Buenos Aires               | Liga de Fútbol de General Villegas    |                                                 |
| Club Deportivo Barrio Alegre                                  | Trenque Lauquen                                    | Buenos Aires               | Liga Trenquelauquense de Fútbol       |                                                 |
| Club Unión Deportiva                                          | Tres Lomas                                         | Buenos Aires               | Liga Cultural Deportiva               |                                                 |
| Club Atlético General San Martín                              | Pehuajó                                            | Buenos Aires               | Liga Pehuajense de Fútbol             |                                                 |
| Racing Football Club                                          | Carhué                                             | Buenos Aires               | Liga Regional de Fútbol               |                                                 |
| Club Atlético Huracán                                         | Tres Arroyos                                       | Buenos Aires               | Liga Regional Tresarroyense de Fútbol |                                                 |
| Club Alumni Azuleño                                           | Azul                                               | Buenos Aires               | Liga de Fútbol de Azul                |                                                 |
| Atlético y Progreso Club Social, Deportivo y Cultural         | Coronel Brandsen                                   | Buenos Aires               | Liga Chascomunense de Fútbol          |                                                 |
| Club Atlético Estrella de Berisso                             | Berisso                                            | Buenos Aires               | Liga Amateur Platense de Fútbol       |                                                 |
| Atlético Pilar                                                | Pilar                                              | Buenos Aires               | Liga Escobarense de Fútbol            |                                                 |
| Deportivo Social Club Open Door                               | Open Door                                          | Buenos Aires               | Liga Lujanense de Fútbol              |                                                 |
| Club Deportivo Juventud Unida                                 | General Madariaga                                  | Buenos Aires               | Liga Madariaguense de Fútbol          |                                                 |
| Club Atlético Amigos Unidos                                   | Balcarce                                           | Buenos Aires               | Liga Balcarceña de Fútbol             |                                                 |
| Independiente Fútbol Club                                     | Castelli                                           | Buenos Aires               | Liga Dolorense de Fútbol              |                                                 |
| Club Atlético Ayacucho                                        | Ayacucho                                           | Buenos Aires               | Liga Ayacuchense de Fútbol            |                                                 |
| Sur                                                           |                                                    |                            |                                       |                                                 |
| Club Atlético Costa Brava                                     | General Pico                                       | La Pampa                   | Liga Pampeana de Fútbol               |                                                 |
| Club Atlético All Boys                                        | Santa Rosa                                         | La Pampa                   | Liga Cultural de Fútbol               |                                                 |
| Club Deportivo Independiente                                  | Río Colorado                                       | Río Negro                  | Liga de Fútbol de Río Colorado        |                                                 |
| Club Atlético Boca Juniors                                    | San Carlos de Bariloche                            | Río Negro                  | Liga de Fútbol de Bariloche           |                                                 |
| Club Social y Deportivo Luis Beltrán                          | Luis Beltrán                                       | Río Negro                  | Liga Regional de Fútbol Avellaneda    |                                                 |
| Asociación Civil Racing Club                                  | Trelew                                             | Chubut                     | Liga de Fútbol Valle del Chubut       |                                                 |
| Club Atlético Huracán                                         | Comodoro Rivadavia                                 | Chubut                     | Liga de Fútbol de Comodoro Rivadavia  |                                                 |
| Club Social y Deportivo Mar del Plata                         | Caleta Olivia                                      | Santa Cruz                 | Liga de Fútbol Norte                  |                                                 |
| Club Social y Deportivo Independiente                         | Río Gallegos                                       | Santa Cruz                 | Liga de Fútbol Sur                    |                                                 |
| Centro Oeste                                                  | Club Atlético Racing                               | Córdoba                    | Córdoba                               | Liga Cordobesa de Fútbol                        |
| Centro Oeste                                                  | Asociación Atlética Estudiantes                    | Río Cuarto                 | Córdoba                               | Liga Regional de Fútbol de Río Cuarto           |
| Centro Oeste                                                  | Club Sportivo Belgrano                             | San Francisco              | Córdoba                               | Liga Regional de Fútbol San Francisco           |
| Centro Oeste                                                  | Asociación Mutual Club Atlético Guatimozín         | Guatimozín                 | Córdoba                               | Liga Regional Fútbol del Sur                    |
| Centro Oeste                                                  | Club Atlético Hipólito Yrigoyen                    | Tío Pujio                  | Córdoba                               | Liga Villamariense de Fútbol                    |
| Centro Oeste                                                  | Club Atlético Facundo                              | Villa Unión                | La Rioja                              | Liga de Fútbol del Oeste Riojano                |
| Centro Oeste                                                  | Club Atlético San Martín                           | El Bañado                  | Catamarca                             | Liga Chacarera de Fútbol                        |
| Centro Oeste                                                  | Club Atlético Tiro Federal Argentino               | Belén                      | Catamarca                             | Liga Belenista de Fútbol                        |
| Centro Oeste                                                  | Atlético Racing Club Andalgalá                     | Andalgalá                  | Catamarca                             | Liga Andalgalense de Fútbol                     |
| Norte                                                         | Club Sportivo Chacarita                            | Santa María                | Catamarca                             | Liga Santamariana de Fútbol                     |
| Norte                                                         | Club Defensores de Fraile Pintado                  | Fraile Pintado             | Jujuy                                 | Liga Regional Jujeña de Fútbol                  |
| Norte                                                         | Asociación Cultural y Deportiva Altos Hornos Zapla | Palpalá                    | Jujuy                                 | Liga Jujeña de Fútbol                           |
| Norte                                                         | Club Social y Deportivo Aviación                   | San Ramón de la Nueva Orán | Salta                                 | Liga Regional de Fútbol del Bermejo             |
| Norte                                                         | Club Deportivo Unión Madereros                     | General Mosconi            | Salta                                 | Liga Departamental de Fútbol General San Martín |
| Norte                                                         | Club Social Cultural Atlético Progreso             | Rosario de la Frontera     | Salta                                 | Liga de Fútbol de Rosario de la Frontera        |
| Norte                                                         | Club Atlético Nobleza                              | El Carril                  | Salta                                 | Liga de Fútbol del Valle de Lerma               |
| Norte                                                         | Club Deportivo El Galpón                           | El Galpón                  | Salta                                 | Liga Metanense de Fútbol                        |
| Norte                                                         | Club Atlético Barrio Obrero                        | Joaquín V. González        | Salta                                 | Liga Anteña de Fútbol                           |
| Norte                                                         | Club Atlético Unión Santiago                       | Santiago del Estero        | Santiago del Estero                   | Liga Santiagueña de Fútbol                      |
| Norte                                                         | Club Atlético Mitre                                | Santiago del Estero        | Santiago del Estero                   | Liga Santiagueña de Fútbol                      |
| Norte                                                         | Club Atlético Central Argentino                    | Herrera                    | Santiago del Estero                   | Liga Añatuyense de Fútbol                       |
| Norte                                                         | Club Atlético Frías                                | Frías                      | Santiago del Estero                   | Liga Cultural de Fútbol                         |
| Norte                                                         | Concepción Fútbol Club                             | Concepción                 | Tucumán                               | Liga Tucumana de Fútbol                         |
| Norte                                                         | Club Sportivo Alfredo Guzmán                       | San Miguel de Tucumán      | Tucumán                               | Liga Tucumana de Fútbol                         |
| Litoral                                                       | Club Deportivo Rosamonte                           | Apóstoles                  | Misiones                              | Liga Apostoleña de Fútbol                       |
| Litoral                                                       | Club Atlético Aristóbulo del Valle                 | Aristóbulo del Valle       | Misiones                              | Liga Regional Obereña de Fútbol                 |
| Litoral                                                       | Avanti Hermandad Football Club                     | Santo Tomé                 | Corrientes                            | Liga Santotomeña de Fútbol                      |
| Litoral                                                       | Club Social y Deportivo Juventud Unida             | Goya                       | Corrientes                            | Liga Goyana de Fútbol                           |
| Litoral                                                       | Lipton Football Club                               | Corrientes                 | Corrientes                            | Liga Correntina de Fútbol                       |
| Litoral                                                       | Club Atlético y Social A.P.I.N.T.A                 | Mercedes                   | Corrientes                            | Liga Mercedeña de Fútbol                        |
| Litoral                                                       | Club Social y Deportivo Barraca                    | Paso de los Libres         | Corrientes                            | Liga Libreña de Fútbol General Madariaga        |
| Litoral                                                       | Club Social San Lorenzo                            | Curuzú Cuatiá              | Corrientes                            | Liga de Fútbol General Belgrano                 |
| Litoral                                                       | Club Atlético Rolando Hertelendy                   | Clorinda                   | Formosa                               | Liga Clorindense de Fútbol                      |
| Litoral                                                       | Asociación Civil, Cultural y Deportiva Libertad    | Charata                    | Chaco                                 | Liga de Fútbol del Noroeste Chaqueño            |
| Litoral                                                       | Club Atlético Remedios de Escalada                 | Villa Ángela               | Chaco                                 | Liga de Fútbol del Oeste Chaqueño               |
| Litoral                                                       | Club Social y Deportivo Alianza                    | Campo Largo                | Chaco                                 | Liga Saenzpeñense de Fútbol                     |
| Litoral                                                       | Club Atlético Sarmiento                            | Resistencia                | Chaco                                 | Liga Chaqueña de Fútbol                         |
| Litoral                                                       | Club Platense Porvenir                             | Reconquista                | Santa Fe                              | Liga Reconquistense de Fútbol                   |
| Litoral                                                       | Racing Club El Campesino                           | Villa Ocampo               | Santa Fe                              | Liga Villaocampense de Fútbol                   |
| Litoral                                                       | Club Atlético, Social y Deportivo San Roque        | Rosario                    | Santa Fe                              | Asociación Rosarina de Fútbol                   |
| Litoral                                                       | Club Atlético 9 de Julio                           | Rafaela                    | Santa Fe                              | Liga Rafaelina de Fútbol                        |
| Litoral                                                       | Club San Cristóbal Central Gallardo                | Ángel Gallardo             | Santa Fe                              | Liga Santafesina de Fútbol                      |
| Litoral                                                       | Club Atlético Unión                                | Arroyo Seco                | Santa Fe                              | Liga de Fútbol Regional del Sud                 |
| Litoral                                                       | Club Recreativo San Jorge                          | Villa Elisa                | Entre Ríos                            | Liga Departamental de Fútbol de Colón           |
| Litoral                                                       | Club Social y Deportivo Ateneo                     | Federal                    | Entre Ríos                            | Liga Federalense de Fútbol                      |
| Litoral                                                       | Club Atlético Wanderer's                           | Concordia                  | Entre Ríos                            | Liga Concordiense de Fútbol                     |
| Litoral                                                       | Unión Football Club Alcaraz                        | Alcaraz                    | Entre Ríos                            | Liga de Fútbol de Paraná Campaña                |
| Litoral                                                       | Club Atlético Quilmes                              | Gualeguay                  | Entre Ríos                            | Liga Departamental de Fútbol de Gualeguay       |
| Litoral                                                       | Club Deportivo Urdinarrain                         | Gualeguaychú               | Entre Ríos                            | Liga Departamental de Fútbol de Gualeguaychú    |
| Litoral                                                       | Club Deportivo Primero de Mayo                     | Chajarí                    | Entre Ríos                            | Liga de Fútbol de Chajarí                       |

### Segunda etapa
Estos equipos debutaron directamente en la segunda etapa
| Zona   | Equipo                                             | Localidad                 | Provincia    | Liga de origen                           |
| ------ | -------------------------------------------------- | ------------------------- | ------------ | ---------------------------------------- |
| Zona 1 | Club Atlético Liniers                              | Bahía Blanca              | Buenos Aires | Liga del Sur                             |
| Zona 1 | Club Atlético y Social Defensores                  | Juan Nepomuceno Fernández | Buenos Aires | Liga Necochea de Fútbol                  |
| Zona 1 | Club Social y Deportivo Patagones                  | Carmen de Patagones       | Buenos Aires | Liga Rionegrina de Fútbol                |
| Zona 1 | Club Atlético Alvarado                             | Mar del Plata             | Buenos Aires | Liga Marplatense de Fútbol               |
| Zona 2 | Club Cipolletti                                    | Cipolletti                | Río Negro    | Liga Deportiva Confluencia               |
| Zona 2 | Club Social y Deportivo Alianza de Cutral Có       | Cutral Có                 | Neuquén      | Liga de Fútbol del Neuquén               |
| Zona 2 | Club Social y Cultural Atlético Neuquén            | Neuquén                   | Neuquén      | Liga de Fútbol del Neuquén               |
| Zona 3 | Club Atlético Bartolomé Mitre                      | Posadas                   | Misiones     | Liga Posadeña de Fútbol                  |
| Zona 3 | Club Atlético Posadas                              | Posadas                   | Misiones     | Liga Posadeña de Fútbol                  |
| Zona 3 | Club Atlético 1.º de Mayo                          | Formosa                   | Formosa      | Liga Formoseña de Fútbol                 |
| Zona 4 | Club Sportivo Desamparados                         | San Juan                  | San Juan     | Liga Sanjuanina de Fútbol                |
| Zona 4 | Club Social, Deportivo y Cultural Rincón del Atuel | Rama Caída                | Mendoza      | Liga Sanrafaelina de Fútbol              |
| Zona 4 | Club Atlético Gimnasia y Esgrima                   | Mendoza                   | Mendoza      | Liga Mendocina de Fútbol                 |
| Zona 4 | Sport Club Pacífico                                | General Alvear            | Mendoza      | Liga Alvearense de Fútbol                |
| Zona 4 | Club Jorge Newbery                                 | Villa Mercedes            | San Luis     | Liga de Fútbol de Villa Mercedes         |
| Zona 5 | Club Atlético Juventud Unida Universitario         | San Luis                  | San Luis     | Liga Sanluiseña de Fútbol                |
| Zona 5 | Club Atlético San Martín                           | San Juan                  | San Juan     | Liga Sanjuanina de Fútbol                |
| Zona 5 | Club Sportivo Independiente Rivadavia              | Mendoza                   | Mendoza      | Liga Mendocina de Fútbol                 |
| Zona 5 | Club San Lorenzo de Varga                          | La Rioja                  | La Rioja     | Liga Riojana de Fútbol                   |
| Zona 6 | Centro Juventud Antoniana                          | Salta                     | Salta        | Liga Salteña de Fútbol                   |
| Zona 6 | Club Atlético Central Norte                        | Salta                     | Salta        | Liga Salteña de Fútbol                   |
| Zona 6 | Club Atlético San Lorenzo de Alem                  | Catamarca                 | Catamarca    | Liga Catamarqueña de Fútbol              |
| Zona 7 | Club Atlético Patronato de la Juventud Católica    | Paraná                    | Entre Ríos   | Liga Paranaense de Fútbol                |
| Zona 7 | Club Gimnasia y Esgrima                            | Concepción del Uruguay    | Entre Ríos   | Liga de Fútbol de Concepción del Uruguay |
| Zona 8 | Club Atlético Aldosivi                             | Mar del Plata             | Buenos Aires | Liga Marplatense de Fútbol               |
| Zona 8 | Club Villa Mitre                                   | Bahía Blanca              | Buenos Aires | Liga del Sur                             |
| Zona 8 | Club Grupo Universitario                           | Tandil                    | Buenos Aires | Liga Tandilense de Fútbol                |
| Zona 8 | Racing Athletic Club                               | Olavarría                 | Buenos Aires | Liga de Fútbol de Olavarría              |

### Distribución geográfica
Listado por provincia de los equipos clasificados a los zonales.
| Provincia           | Cant. | Equipos |
| ------------------- | ----- | --- |
| Buenos Aires        | 39    | 9 de Julio, Aldosivi, Almirante Brown (A), Alumni Azuleño, Alvarado, Amigos Unidos, Argentino (Ch), Ateneo de la Juventud Mercedina, Atlético Ayacucho, Atlético Pilar, Atlético y Progreso, Barrio Alegre, Central Buenos Aires, Compañía General, Defensores (JNF), Defensores del Bajo, Deportivo Patagones, El Huracán, Empleados de Comercio, Estrella de Berisso, General San Martín (P), Grupo Universitario, Huracán (TA), Independiente (C), Juventud San Martín, Juventud Unida (B), Juventud Unida (GM), Juventud Unida (L), Liniers (BB), Open Door, Racing (C), Racing (O), Rivadavia (L), Social Ramallo, Sport (P), Sportivo Barracas (C), Unión Deportiva, Villa Mitre, Villarino |
| Entre Ríos          | 9     | 1.º de Mayo (Ch), Ateneo (F), Deportivo Urdinarrain, Gimnasia y Esgrima (CdU), Patronato, Quilmes (G), San Jorge (VE), Unión Alcaraz, Wanderer's |
| Salta               | 8     | Central Norte, Juventud Antoniana |
| Corrientes          | 6     | A.P.I.N.T.A, Avanti Hermandad, Barraca (PdL), Juventud Unida (G), Lipton FC, San Lorenzo (CC) |
| Santa Fe            | 6     | 9 de Julio (R), Platense Porvenir, Racing Club El Campesino, San Cristóbal Central, San Roque, Unión (AS) |
| Córdoba             | 5     | Atlético Guatimozín, Estudiantes (RC), Hipólito Yrigoyen (TP), Racing (C), Sportivo Belgrano |
| Catamarca           | 5     | Chacarita (SM), Racing (A), San Lorenzo de Alem, San Martín (EB), Tiro Federal Argentino (B) |
| Chaco               | 4     | Alianza (CL), Libertad (Ch), Remedios de Escalada, Sarmiento (R) |
| Mendoza             | 4     | Gimnasia y Esgrima (M), Independiente Rivadavia, Pacífico, Rincón del Atuel |
| Misiones            | 4     | Aristóbulo del Valle, Atlético Posadas, Bartolomé Mitre, Rosamonte |
| Río Negro           | 4     | Boca Juniors (B), Cipolletti, Deportivo Luis Beltrán, Independiente (RC) |
| Santiago del Estero | 4     | Central Argentino, Frías, Mitre (SgE), Unión Santiago |
| Tucumán             | 2     | Concepción FC, Sportivo Guzmán |
| Chubut              | 2     | Huracán (CR), Racing (T) |
| Jujuy               | 2     | Altos Hornos Zapla, Defensores (FP) |
| La Pampa            | 2     | All Boys (SR), Costa Brava |
| La Rioja            | 2     | Atlético Facundo, San Lorenzo de Varga |
| Neuquén             | 2     | Alianza (CC), Atlético Neuquén |
| San Luis            | 2     | Jorge Newbery (VM), Juventud Unida Universitario |
| San Juan            | 2     | Desamparados, San Martín (SJ) |
| Santa Cruz          | 2     | Independiente (RG), Mar del Plata |
| Formosa             | 1     | Rolando Hertelendy |
| Tierra del Fuego    | 0     | |
| Total               | 117   | |

## Primera etapa

### Región bonaerense

#### Subzona A

##### Tabla de posiciones final
| Pos. | Equipo                            | Pts. | PJ | PG | PE | PP | GF | GC | Dif. |
| ---- | --------------------------------- | ---- | -- | -- | -- | -- | -- | -- | ---- |
| 01.º | Social Ramallo (Ramallo)          | 10   | 6  | 5  | 0  | 1  | 15 | 7  | 8    |
| 02.º | Almirante Brown (Arrecifes)       | 8    | 6  | 3  | 2  | 1  | 10 | 3  | 7    |
| 03.º | Juventud San Martín (Santa Lucía) | 6    | 6  | 2  | 2  | 2  | 7  | 9  | −2   |
| 04.º | Central Buenos Aires (Zárate)     | 0    | 6  | 0  | 0  | 6  | 2  | 15 | −13  |

|  | Clasificado a la Ronda Final - Subzona 1 |

|  |

##### Resultados
| Fecha 1              | Fecha 1   | Fecha 1         | Fecha 1     | Fecha 1       | Fecha 1 |
| Local                | Resultado | Visitante       | Estadio     | Fecha         |         |
| -------------------- | --------- | --------------- | ----------- | ------------- | ------- |
| Juventud San Martín  | 0 - 0     | Almirante Brown | Santa Lucía | 16 de octubre |         |
| Central Buenos Aires | 0 - 1     | Social Ramallo  | Zárate      | 16 de octubre |         |

| Fecha 2         | Fecha 2   | Fecha 2              | Fecha 2       | Fecha 2       | Fecha 2 |
| Local           | Resultado | Visitante            | Estadio       | Fecha         |         |
| --------------- | --------- | -------------------- | ------------- | ------------- | ------- |
| Social Ramallo  | 3 - 2     | Juventud San Martín  | Villa Ramallo | 23 de octubre |         |
| Almirante Brown | 2 - 0     | Central Buenos Aires | Arrecifes     | 23 de octubre |         |

| Fecha 3             | Fecha 3   | Fecha 3              | Fecha 3       | Fecha 3       | Fecha 3 |
| Local               | Resultado | Visitante            | Estadio       | Fecha         |         |
| ------------------- | --------- | -------------------- | ------------- | ------------- | ------- |
| Juventud San Martín | 1 - 0     | Central Buenos Aires | Santa Lucía   | 30 de octubre |         |
| Social Ramallo      | 2 - 1     | Almirante Brown      | Villa Ramallo | 30 de octubre |         |

| Fecha 4         | Fecha 4   | Fecha 4             | Fecha 4       | Fecha 4        | Fecha 4 |
| Local           | Resultado | Visitante           | Estadio       | Fecha          |         |
| --------------- | --------- | ------------------- | ------------- | -------------- | ------- |
| Almirante Brown | 1 - 1     | Juventud San Martín | Arrecifes     | 6 de noviembre |         |
| Social Ramallo  | 5 - 1     | Juventud San Martín | Villa Ramallo | 6 de noviembre |         |

| Fecha 5              | Fecha 5   | Fecha 5         | Fecha 5     | Fecha 5         | Fecha 5 |
| Local                | Resultado | Visitante       | Estadio     | Fecha           |         |
| -------------------- | --------- | --------------- | ----------- | --------------- | ------- |
| Juventud San Martín  | 1 - 4     | Social Ramallo  | Santa Lucía | 13 de noviembre |         |
| Central Buenos Aires | 0 - 4     | Almirante Brown | Zárate      | 13 de noviembre |         |

| Fecha 6              | Fecha 6   | Fecha 6             | Fecha 6   | Fecha 6         | Fecha 6 |
| Local                | Resultado | Visitante           | Estadio   | Fecha           |         |
| -------------------- | --------- | ------------------- | --------- | --------------- | ------- |
| Central Buenos Aires | 1 - 2     | Juventud San Martín | Zárate    | 20 de noviembre |         |
| Almirante Brown      | 2 - 0     | Social Ramallo      | Arrecifes | 20 de noviembre |         |

#### Subzona B

##### Tabla de posiciones final
| Pos. | Equipo                    | Pts. | PJ | PG | PE | PP | GF | GC | Dif. |
| ---- | ------------------------- | ---- | -- | -- | -- | -- | -- | -- | ---- |
| 01.º | Compañía General (Salto)  | 8    | 6  | 3  | 2  | 1  | 8  | 6  | 2    |
| 02.º | Sports (Pergamino)        | 7    | 6  | 2  | 3  | 1  | 8  | 8  | 0    |
| 03.º | El Huracán (Rojas)        | 5    | 6  | 2  | 1  | 3  | 11 | 9  | 2    |
| 04.º | Sportivo Barracas (Colón) | 4    | 6  | 1  | 2  | 3  | 7  | 11 | −4   |

|  | Clasificado a la Ronda Final - Subzona 1 |

|  |

##### Resultados
| Sportivo Barracas (C) | 0 - 1 | Compañía General | 16 de octubre |
| El Huracán (R)        | 1 - 2 | Sports (P)       | 16 de octubre |

| Sports (P)       | 0 - 2 | Sportivo Barracas (C) | 23 de octubre |
| Compañía General | 4 - 1 | El Huracán (R)        | 23 de octubre |

| Sportivo Barracas (C) | 0 - 0 | El Huracán (R)   | 30 de octubre |
| Sports (P)            | 1 - 1 | Compañía General | 30 de octubre |

| Compañía General | 2 - 1 | Sportivo Barracas (C) | 6 de noviembre |
| Sports (P)       | 2 - 1 | El Huracán (R)        | 6 de noviembre |

| Sportivo Barracas (C) | 3 - 3 | Sports (P)       | 13 de noviembre |
| El Huracán (R)        | 3 - 0 | Compañía General | 13 de noviembre |

| El Huracán (R)   | 5 - 1 | Sportivo Barracas (C) | 20 de noviembre |
| Compañía General | 0 - 0 | Sports (P)            | 20 de noviembre |

#### Subzona C

##### Tabla de posiciones final
| Pos. | Equipo                                     | Pts. | PJ | PG | PE | PP | GF | GC | Dif. |
| ---- | ------------------------------------------ | ---- | -- | -- | -- | -- | -- | -- | ---- |
| 01.º | Ateneo de la Juventud Mercedina (Mercedes) | 8    | 6  | 2  | 4  | 0  | 11 | 7  | 4    |
| 02.º | Villarino (Chivilcoy)                      | 8    | 6  | 2  | 4  | 0  | 5  | 1  | 4    |
| 03.º | Rivadavia (Lincoln)                        | 6    | 6  | 2  | 2  | 2  | 9  | 8  | 1    |
| 04.º | Argentino (Chacabuco)                      | 2    | 6  | 0  | 2  | 4  | 6  | 15 | −9   |

|  | Clasificado a la Ronda Final - Subzona 1 |

| 1. |

#### Subzona D

##### Tabla de posiciones final
| Pos. | Equipo                          | Pts. | PJ | PG | PE | PP | GF | GC | Dif. |
| ---- | ------------------------------- | ---- | -- | -- | -- | -- | -- | -- | ---- |
| 01.º | Empleados de Comercio (Bolívar) | 7    | 6  | 3  | 1  | 2  | 11 | 6  | 5    |
| 02.º | Juventud Unida (Lincoln)        | 7    | 6  | 2  | 3  | 1  | 10 | 8  | 2    |
| 03.º | 9 de Julio (Nueve de Julio)     | 5    | 6  | 1  | 3  | 2  | 7  | 7  | 0    |
| 04.º | Defensores del Bajo (Bragado)   | 5    | 6  | 1  | 3  | 2  | 8  | 15 | −7   |

|  | Clasificado a la Ronda Final - Subzona 1 |

| 1. |

#### Subzona E

##### Tabla de posiciones final
| Pos. | Equipo                          | Pts. | PJ | PG | PE | PP | GF | GC | Dif. |
| ---- | ------------------------------- | ---- | -- | -- | -- | -- | -- | -- | ---- |
| 01.º | Juventud Unida (Banderaló)      | 8    | 6  | 3  | 2  | 1  | 0  | 0  | 0    |
| 02.º | Barrio Alegre (Trenque Lauquen) | 7    | 6  | 2  | 3  | 1  | 9  | 8  | 1    |
| 03.º | Unión Deportiva (Tres Lomas)    | 5    | 6  | 2  | 1  | 3  | 9  | 8  | 1    |
| 04.º | General San Martín (Pehuajó)    | 4    | 6  | 2  | 0  | 4  | 14 | 14 | 0    |

|  | Clasificado a la Ronda Final - Subzona 2 |

|  |

#### Subzona F

##### Tabla de posiciones final
| Pos. | Equipo                 | Pts. | PJ | PG | PE | PP | GF | GC | Dif. |
| ---- | ---------------------- | ---- | -- | -- | -- | -- | -- | -- | ---- |
| 01.º | Racing (Carhué)        | 6    | 4  | 3  | 0  | 1  | 7  | 1  | 6    |
| 02.º | Huracán (Tres Arroyos) | 4    | 4  | 2  | 0  | 2  | 7  | 5  | 2    |
| 03.º | Alumni Azuleño (Azul)  | 2    | 4  | 1  | 0  | 3  | 4  | 12 | −8   |

|  | Clasificado a la Ronda Final - Subzona 2 |

|  |

#### Subzona G

##### Tabla de posiciones final
| Pos. | Equipo                         | Pts. | PJ | PG | PE | PP | GF | GC | Dif. |
| ---- | ------------------------------ | ---- | -- | -- | -- | -- | -- | -- | ---- |
| 01.º | Atlético y Progreso (Brandsen) | 10   | 6  | 4  | 2  | 0  | 13 | 2  | 11   |
| 02.º | Estrella (Berisso)             | 7    | 6  | 2  | 3  | 1  | 10 | 8  | 2    |
| 03.º | Atlético Pilar (Pilar)         | 5    | 6  | 1  | 3  | 2  | 5  | 8  | −3   |
| 04.º | Open Door (Open Door)          | 2    | 6  | 1  | 0  | 5  | 7  | 17 | −10  |

|  | Clasificado a la Ronda Final - Subzona 2 |

|  |

#### Subzona H

##### Tabla de posiciones final
| Pos. | Equipo                             | Pts. | PJ | PG | PE | PP | GF | GC | Dif. |
| ---- | ---------------------------------- | ---- | -- | -- | -- | -- | -- | -- | ---- |
| 01.º | Juventud Unida (General Madariaga) | 10   | 6  | 4  | 2  | 0  | 8  | 3  | 5    |
| 02.º | Amigos Unidos (Balcarce)           | 10   | 6  | 4  | 2  | 0  | 9  | 1  | 8    |
| 03.º | Independiente (Castelli)           | 4    | 6  | 2  | 0  | 4  | 8  | 11 | −3   |
| 04.º | Atlético Ayacucho (Ayacucho)       | 0    | 5  | 0  | 0  | 5  | 4  | 14 | −10  |

|  | Clasificado a la Ronda Final - Subzona 2 |

| 1. |

#### Ronda final - Subzona 1

##### Semifinales

###### Enfrentamientos
| Equipo 1                        | Global      | Equipo 2                        |
| ------------------------------- | ----------- | ------------------------------- |
| Compañía General (Salto)        | 1 - 2       | Social Ramallo (Villa Ramallo)  |
| Ateneo de la Juventud Mercedina | (1)2 - 2(0) | Empleados de Comercio (Bolívar) |

###### Resultados
| Partidos de ida       | Partidos de ida | Partidos de ida                 | Partidos de ida | Partidos de ida | Partidos de ida |
| Local                 | Resultado       | Visitante                       | Lugar           | Fecha           |                 |
| --------------------- | --------------- | ------------------------------- | --------------- | --------------- | --------------- |
| Social Ramallo        | 1 - 0           | Compañía General                | Villa Ramallo   | 27 de noviembre |                 |
| Empleados de Comercio | 2 - 1           | Ateneo de la Juventud Mercedina | Bolívar         | 27 de noviembre |                 |

| Partidos de vuelta              | Partidos de vuelta | Partidos de vuelta    | Partidos de vuelta | Partidos de vuelta | Partidos de vuelta |
| Local                           | Resultado          | Visitante             | Estadio            | Fecha              |                    |
| ------------------------------- | ------------------ | --------------------- | ------------------ | ------------------ | ------------------ |
| Compañía General                | 1 - 1              | Social Ramallo        | Salto              | 4 de diciembre     |                    |
| Ateneo de la Juventud Mercedina | 1 - 0              | Empleados de Comercio | Mercedes           | 4 de diciembre     |                    |

| 1. |

##### Final

###### Enfrentamiento
| Equipo 1                                   | Global | Equipo 2                       |
| ------------------------------------------ | ------ | ------------------------------ |
| Ateneo de la Juventud Mercedina (Mercedes) | 1 - 3  | Social Ramallo (Villa Ramallo) |

|  |                                |
|  | Clasificado a la Segunda etapa |

###### Resultados
| Partidos de ida | Partidos de ida | Partidos de ida                 | Partidos de ida | Partidos de ida | Partidos de ida |
| Local           | Resultado       | Visitante                       | Lugar           | Fecha           |                 |
| --------------- | --------------- | ------------------------------- | --------------- | --------------- | --------------- |
| Social Ramallo  | 2 - 0           | Ateneo de la Juventud Mercedina | Villa Ramallo   | 11 de diciembre |                 |

| Partidos de vuelta              | Partidos de vuelta | Partidos de vuelta | Partidos de vuelta | Partidos de vuelta | Partidos de vuelta |
| Local                           | Resultado          | Visitante          | Estadio            | Fecha              |                    |
| ------------------------------- | ------------------ | ------------------ | ------------------ | ------------------ | ------------------ |
| Ateneo de la Juventud Mercedina | 1 - 1              | Social Ramallo     | Mercedes           | 18 de diciembre    |                    |

#### Ronda final - Subzona 2

##### Semifinales

###### Enfrentamientos
| Equipo 1                               | Global | Equipo 2                           |
| -------------------------------------- | ------ | ---------------------------------- |
| Juventud Unida (Banderaló)             | 1 - 4  | Racing (Carhué)                    |
| Atlético y Progreso (General Villegas) | 2 - 1  | Juventud Unida (General Madariaga) |

###### Resultados
| Partidos de ida                    | Partidos de ida | Partidos de ida            | Partidos de ida   | Partidos de ida | Partidos de ida |
| Local                              | Resultado       | Visitante                  | Lugar             | Fecha           |                 |
| ---------------------------------- | --------------- | -------------------------- | ----------------- | --------------- | --------------- |
| Racing                             | 2 - 1           | Juventud Unida (Banderaló) | Carhué            | 27 de noviembre |                 |
| Juventud Unida (General Madariaga) | 0 - 0           | Atlético y Progreso        | General Madariaga | 27 de noviembre |                 |

| Partidos de vuelta         | Partidos de vuelta | Partidos de vuelta                 | Partidos de vuelta | Partidos de vuelta | Partidos de vuelta |
| Local                      | Resultado          | Visitante                          | Estadio            | Fecha              |                    |
| -------------------------- | ------------------ | ---------------------------------- | ------------------ | ------------------ | ------------------ |
| Juventud Unida (Banderaló) | 0 - 2              | Racing                             | Banderaló          | 4 de diciembre     |                    |
| Atlético y Progreso        | 2 - 1              | Juventud Unida (General Madariaga) | Brandsen           | 4 de diciembre     |                    |

##### Final

###### Enfrentamiento
| Equipo 1                       | Global | Equipo 2        |
| ------------------------------ | ------ | --------------- |
| Atlético y Progreso (Brandsen) | 1 - 5  | Racing (Carhué) |

|  |                                |
|  | Clasificado a la Segunda etapa |

###### Resultados
| Partidos de ida | Partidos de ida | Partidos de ida     | Partidos de ida | Partidos de ida | Partidos de ida |
| Local           | Resultado       | Visitante           | Lugar           | Fecha           |                 |
| --------------- | --------------- | ------------------- | --------------- | --------------- | --------------- |
| Racing          | 3 - 0           | Atlético y Progreso | Carhué          | 11 de diciembre |                 |

| Partidos de vuelta  | Partidos de vuelta | Partidos de vuelta | Partidos de vuelta | Partidos de vuelta | Partidos de vuelta |
| Local               | Resultado          | Visitante          | Estadio            | Fecha              |                    |
| ------------------- | ------------------ | ------------------ | ------------------ | ------------------ | ------------------ |
| Atlético y Progreso | 1 - 2              | Racing             | Brandsen           | 18 de diciembre    |                    |

### Región Sur

#### Grupo A

##### Tabla de posiciones final
| Pos. | Equipo                                | Pts. | PJ | PG | PE | PP | GF | GC | Dif. |
| ---- | ------------------------------------- | ---- | -- | -- | -- | -- | -- | -- | ---- |
| 01.º | Costa Brava (General Pico)            | 11   | 8  | 5  | 1  | 2  | 20 | 12 | 8    |
| 02.º | Independiente (Río Colorado)          | 10   | 8  | 4  | 2  | 2  | 11 | 6  | 5    |
| 03.º | Boca Juniors (Bariloche)              | 9    | 8  | 3  | 3  | 2  | 11 | 10 | 1    |
| 04.º | All Boys (Santa Rosa)                 | 5    | 8  | 0  | 5  | 3  | 9  | 15 | −6   |
| 05.º | Deportivo Luis Beltrán (Luis Beltrán) | 5    | 9  | 2  | 1  | 6  | 11 | 19 | −8   |

|  | Clasificado a la Segunda etapa |

|  |

#### Grupo B

##### Tabla de posiciones final
| Pos. | Equipo                        | Pts. | PJ | PG | PE | PP | GF | GC | Dif. |
| ---- | ----------------------------- | ---- | -- | -- | -- | -- | -- | -- | ---- |
| 01.º | Racing (Trelew)               | 9    | 6  | 4  | 1  | 1  | 15 | 5  | 10   |
| 02.º | Huracán (Comodoro Rivadavia)  | 6    | 6  | 1  | 4  | 1  | 5  | 5  | 0    |
| 03.º | Independiente (Río Gallegos)  | 6    | 6  | 2  | 2  | 2  | 6  | 7  | −1   |
| 04.º | Mar del Plata (Caleta Olivia) | 3    | 6  | 1  | 1  | 4  | 4  | 13 | −9   |

|  | Clasificado a la Segunda etapa |

|  |

### Región Centro Oeste

#### Grupo A

##### Tabla de posiciones final
| Pos. | Equipo                         | Pts. | PJ | PG | PE | PP | GF | GC | Dif. |
| ---- | ------------------------------ | ---- | -- | -- | -- | -- | -- | -- | ---- |
| 01.º | San Martín (El Bañado)         | 9    | 6  | 4  | 1  | 1  | 8  | 2  | 6    |
| 02.º | Atlético Facundo (Villa Unión) | 6    | 6  | 1  | 4  | 1  | 6  | 7  | −1   |
| 03.º | Tiro Federal Argentino (Belén) | 6    | 6  | 2  | 2  | 2  | 11 | 14 | −3   |
| 04.º | Racing (Andalgalá)             | 3    | 6  | 1  | 1  | 4  | 9  | 11 | −2   |

|  | Clasificado a la Segunda etapa |

|  |

#### Grupo B

##### Tabla de posiciones final
| Pos. | Equipo                            | Pts. | PJ | PG | PE | PP | GF | GC | Dif. |
| ---- | --------------------------------- | ---- | -- | -- | -- | -- | -- | -- | ---- |
| 01.º | Racing (Córdoba)                  | 13   | 8  | 6  | 1  | 1  | 20 | 5  | 15   |
| 02.º | Estudiantes (Río Cuarto)          | 11   | 8  | 5  | 1  | 2  | 16 | 10 | 6    |
| 03.º | Sportivo Belgrano (San Francisco) | 10   | 8  | 5  | 0  | 3  | 12 | 9  | 3    |
| 04.º | Atlético Guatimozín (Guatimozín)  | 5    | 7  | 2  | 1  | 4  | 7  | 22 | −15  |
| 05.º | Hipólito Yrigoyen (Tío Pujio)     | 1    | 8  | 0  | 1  | 7  | 10 | 23 | −13  |

|  | Clasificado a la Segunda etapa |

|  |

### Región Litoral

#### Subzona A

##### Tabla de posiciones final
| Pos. | Equipo                                      | Pts. | PJ | PG | PE | PP | GF | GC | Dif. |
| ---- | ------------------------------------------- | ---- | -- | -- | -- | -- | -- | -- | ---- |
| 01.º | Rosamonte (Apóstoles)                       | 8    | 4  | 4  | 0  | 0  | 8  | 1  | 7    |
| 02.º | Avanti Hermandad (Santo Tomé)               | 4    | 4  | 2  | 0  | 2  | 7  | 7  | 0    |
| 03.º | Aristóbulo del Valle (Aristóbulo del Valle) | 0    | 4  | 0  | 0  | 4  | 3  | 10 | −7   |

|  | Clasificado a la Ronda Final - Subzona 1 |

|  |

#### Subzona B

##### Tabla de posiciones final
| Pos. | Equipo                 | Pts. | PJ | PG | PE | PP | GF | GC | Dif. |
| ---- | ---------------------- | ---- | -- | -- | -- | -- | -- | -- | ---- |
| 01.º | Juventud Unida (Goya)  | 5    | 4  | 2  | 1  | 1  | 9  | 6  | 3    |
| 02.º | Lipton FC (Corrientes) | 4    | 4  | 1  | 2  | 1  | 7  | 7  | 0    |
| 03.º | A.P.I.N.T.A (Mercedes) | 3    | 4  | 1  | 1  | 2  | 4  | 7  | −3   |

|  | Clasificado a la Ronda Final - Subzona 1 |

|  |

#### Subzona C

##### Tabla de posiciones final
| Pos. | Equipo                              | Pts. | PJ | PG | PE | PP | GF | GC | Dif. |
| ---- | ----------------------------------- | ---- | -- | -- | -- | -- | -- | -- | ---- |
| 01.º | Libertad (Charata)                  | 8    | 6  | 3  | 2  | 1  | 16 | 11 | 5    |
| 02.º | Rolando Hertelendy (Clorinda)       | 8    | 6  | 3  | 2  | 1  | 8  | 5  | 3    |
| 03.º | Remedios de Escalada (Villa Ángela) | 6    | 6  | 2  | 2  | 2  | 9  | 10 | −1   |
| 04.º | Alianza (Campo Largo)               | 2    | 6  | 0  | 2  | 4  | 8  | 15 | −7   |

|  | Clasificado a la Ronda Final - Subzona 1 |

| 1. |

#### Subzona D

##### Tabla de posiciones final
| Pos. | Equipo                                  | Pts. | PJ | PG | PE | PP | GF | GC | Dif. |
| ---- | --------------------------------------- | ---- | -- | -- | -- | -- | -- | -- | ---- |
| 01.º | Platense Porvenir (Reconquista)         | 7    | 4  | 3  | 1  | 0  | 7  | 2  | 5    |
| 02.º | Sarmiento (Resistencia)                 | 4    | 4  | 2  | 0  | 2  | 12 | 4  | 8    |
| 03.º | Racing Club El Campesino (Villa Ocampo) | 1    | 4  | 0  | 1  | 3  | 4  | 17 | −13  |

|  | Clasificado a la Ronda Final - Subzona 1 |

|  |

##### Resultados
| Fecha 1                   | Fecha 1   | Fecha 1   | Fecha 1      | Fecha 1       | Fecha 1 |
| Local                     | Resultado | Visitante | Estadio      | Fecha         |         |
| ------------------------- | --------- | --------- | ------------ | ------------- | ------- |
| Racing Club El Campesino  | 1 - 6     | Sarmiento | Villa Ocampo | 16 de octubre |         |
| Libre : Platense Porvenir |           |           |              |               |         |

| Fecha 2           | Fecha 2   | Fecha 2                  | Fecha 2     | Fecha 2       | Fecha 2 |
| Local             | Resultado | Visitante                | Estadio     | Fecha         |         |
| ----------------- | --------- | ------------------------ | ----------- | ------------- | ------- |
| Platense Porvenir | 4 - 1     | Racing Club El Campesino | Reconquista | 23 de octubre |         |
| Libre : Sarmiento |           |                          |             |               |         |

| Fecha 3                          | Fecha 3   | Fecha 3           | Fecha 3     | Fecha 3       | Fecha 3 |
| Local                            | Resultado | Visitante         | Estadio     | Fecha         |         |
| -------------------------------- | --------- | ----------------- | ----------- | ------------- | ------- |
| Sarmiento                        | 0 - 1     | Platense Porvenir | Resistencia | 30 de octubre |         |
| Libre : Racing Club El Campesino |           |                   |             |               |         |

| Fecha 4                   | Fecha 4   | Fecha 4                  | Fecha 4     | Fecha 4        | Fecha 4 |
| Local                     | Resultado | Visitante                | Estadio     | Fecha          |         |
| ------------------------- | --------- | ------------------------ | ----------- | -------------- | ------- |
| Sarmiento                 | 6 - 1     | Racing Club El Campesino | Resistencia | 6 de noviembre |         |
| Libre : Platense Porvenir |           |                          |             |                |         |

| Fecha 5                  | Fecha 5   | Fecha 5           | Fecha 5      | Fecha 5         | Fecha 5 |
| Local                    | Resultado | Visitante         | Estadio      | Fecha           |         |
| ------------------------ | --------- | ----------------- | ------------ | --------------- | ------- |
| Racing Club El Campesino | 1 - 1     | Platense Porvenir | Villa Ocampo | 13 de noviembre |         |
| Libre : Sarmiento        |           |                   |              |                 |         |

| Fecha 6                   | Fecha 6   | Fecha 6   | Fecha 6     | Fecha 6         | Fecha 6 |
| Local                     | Resultado | Visitante | Estadio     | Fecha           |         |
| ------------------------- | --------- | --------- | ----------- | --------------- | ------- |
| Platense Porvenir         | 1 - 0     | Sarmiento | Reconquista | 20 de noviembre |         |
| Libre : Platense Porvenir |           |           |             |                 |         |

#### Subzona E

##### Tabla de posiciones final
| Pos. | Equipo                  | Pts. | PJ | PG | PE | PP | GF | GC | Dif. |
| ---- | ----------------------- | ---- | -- | -- | -- | -- | -- | -- | ---- |
| 01.º | San Jorge (Villa Elisa) | 5    | 4  | 2  | 1  | 1  | 8  | 3  | 5    |
| 02.º | Ateneo (Federal)        | 4    | 4  | 2  | 0  | 2  | 5  | 7  | −2   |
| 03.º | Wanderer's (Concordia)  | 3    | 4  | 1  | 1  | 2  | 3  | 6  | −3   |

|  | Clasificado a la Ronda Final - Subzona 2 |

|  |

#### Subzona F

##### Tabla de posiciones final
| Pos. | Equipo                              | Pts. | PJ | PG | PE | PP | GF | GC | Dif. |
| ---- | ----------------------------------- | ---- | -- | -- | -- | -- | -- | -- | ---- |
| 01.º | Unión Alcaraz (Alcaraz)             | 6    | 4  | 3  | 0  | 1  | 13 | 5  | 8    |
| 02.º | Quilmes (Gualeguay)                 | 6    | 4  | 3  | 0  | 1  | 7  | 6  | 1    |
| 03.º | Deportivo Urdinarrain (Urdinarrain) | 0    | 4  | 0  | 0  | 4  | 5  | 14 | −9   |

|  | Clasificado a la Ronda Final - Subzona 2 |

|  |

#### Subzona G

##### Tabla de posiciones final
| Pos. | Equipo                       | Pts. | PJ | PG | PE | PP | GF | GC | Dif. |
| ---- | ---------------------------- | ---- | -- | -- | -- | -- | -- | -- | ---- |
| 01.º | Barraca (Paso de los Libres) | 7    | 4  | 3  | 1  | 0  | 11 | 2  | 9    |
| 02.º | 1.º de Mayo (Chajarí)        | 4    | 4  | 1  | 2  | 1  | 9  | 10 | −1   |
| 03.º | San Lorenzo (Curuzú Cuatiá)  | 1    | 4  | 0  | 1  | 3  | 6  | 14 | −8   |

|  | Clasificado a la Ronda Final - Subzona 2 |

|  |

#### Subzona H

##### Tabla de posiciones final
| Pos. | Equipo                                 | Pts. | PJ | PG | PE | PP | GF | GC | Dif. |
| ---- | -------------------------------------- | ---- | -- | -- | -- | -- | -- | -- | ---- |
| 01.º | 9 de Julio (Rafaela)                   | 10   | 6  | 4  | 2  | 0  | 9  | 3  | 6    |
| 02.º | San Cristóbal Central (Ángel Gallardo) | 5    | 6  | 2  | 1  | 3  | 8  | 10 | −2   |
| 03.º | San Roque (Rosario)                    | 5    | 6  | 1  | 3  | 2  | 4  | 6  | −2   |
| 04.º | Unión (Arroyo Seco)                    | 4    | 6  | 1  | 2  | 3  | 6  | 8  | −2   |

|  | Clasificado a la Ronda Final - Subzona 2 |

|  |

#### Ronda final - Subzona 1

##### Semifinales

###### Enfrentamientos
| Equipo 1              | Global | Equipo 2                        |
| --------------------- | ------ | ------------------------------- |
| Juventud Unida (Goya) | 2 - 3  | Rosamonte (Apóstoles)           |
| Libertad (Charata)    | 1 - 4  | Platense Porvenir (Reconquista) |

###### Resultados
| Partidos de ida   | Partidos de ida | Partidos de ida | Partidos de ida | Partidos de ida | Partidos de ida |
| Local             | Resultado       | Visitante       | Lugar           | Fecha           |                 |
| ----------------- | --------------- | --------------- | --------------- | --------------- | --------------- |
| Rosamonte         | 1 - 0           | Juventud Unida  | Apóstoles       | 27 de noviembre |                 |
| Platense Porvenir | 2 - 1           | Libertad        | Reconquista     | 27 de noviembre |                 |

| Partidos de vuelta | Partidos de vuelta | Partidos de vuelta | Partidos de vuelta | Partidos de vuelta | Partidos de vuelta |
| Local              | Resultado          | Visitante          | Estadio            | Fecha              |                    |
| ------------------ | ------------------ | ------------------ | ------------------ | ------------------ | ------------------ |
| Juventud Unida     | 2 - 2              | Rosamonte          | Goya               | 4 de diciembre     |                    |
| Libertad           | 0 - 2              | Platense Porvenir  | Charata            | 4 de diciembre     |                    |

##### Final

###### Enfrentamiento
| Equipo 1          | Global | Equipo 2  |
| ----------------- | ------ | --------- |
| Platense Porvenir | 0 - 3  | Rosamonte |

|  |                                |
|  | Clasificado a la Segunda etapa |

###### Resultados
| Partidos de ida | Partidos de ida | Partidos de ida   | Partidos de ida | Partidos de ida | Partidos de ida |
| Local           | Resultado       | Visitante         | Lugar           | Fecha           |                 |
| --------------- | --------------- | ----------------- | --------------- | --------------- | --------------- |
| Rosamonte       | 2 - 0           | Platense Porvenir | Apóstoles       | 11 de diciembre |                 |

| Partidos de vuelta | Partidos de vuelta | Partidos de vuelta | Partidos de vuelta | Partidos de vuelta | Partidos de vuelta |
| Local              | Resultado          | Visitante          | Estadio            | Fecha              |                    |
| ------------------ | ------------------ | ------------------ | ------------------ | ------------------ | ------------------ |
| Platense Porvenir  | 0 - 1              | Rosamonte          | Reconquista        | 18 de diciembre    |                    |

#### Ronda final - Subzona 2

##### Semifinales

###### Enfrentamientos
| Equipo 1                | Global | Equipo 2                     |
| ----------------------- | ------ | ---------------------------- |
| San Jorge (Villa Elisa  | 2 - 0  | Barraca (Paso de los Libreso |
| Unión Alcaraz (Alcaraz) | 2 - 3  | 9 de Julio (Rafaela)         |

###### Resultados
| Partidos de ida | Partidos de ida | Partidos de ida | Partidos de ida    | Partidos de ida | Partidos de ida |
| Local           | Resultado       | Visitante       | Lugar              | Fecha           |                 |
| --------------- | --------------- | --------------- | ------------------ | --------------- | --------------- |
| Barraca         | 0 - 0           | San Jorge       | Paso de los Libres | 27 de noviembre |                 |
| 9 de Julio      | 2 - 0           | Unión Alcaraz   | Rafaela            | 27 de noviembre |                 |

| Partidos de vuelta | Partidos de vuelta | Partidos de vuelta | Partidos de vuelta | Partidos de vuelta | Partidos de vuelta |
| Local              | Resultado          | Visitante          | Estadio            | Fecha              |                    |
| ------------------ | ------------------ | ------------------ | ------------------ | ------------------ | ------------------ |
| San Jorge          | 2 - 0              | Barraca            | Villa Elisa        | 4 de diciembre     |                    |
| Unión Alcaraz      | 2 - 1              | 9 de Julio         | Alcaraz            | 4 de diciembre     |                    |

##### Final

###### Enfrentamiento
| Equipo 1             | Global | Equipo 2                |
| -------------------- | ------ | ----------------------- |
| 9 de Julio (Rafaela) | 3 - 0  | San Jorge (Villa Elisa) |

|  |                                |
|  | Clasificado a la Segunda etapa |

###### Resultados
| Partidos de ida | Partidos de ida | Partidos de ida | Partidos de ida | Partidos de ida | Partidos de ida |
| Local           | Resultado       | Visitante       | Lugar           | Fecha           |                 |
| --------------- | --------------- | --------------- | --------------- | --------------- | --------------- |
| San Jorge       | 0 - 1           | 9 de Julio      | Villa Elisa     | 11 de diciembre |                 |

| Partidos de vuelta | Partidos de vuelta | Partidos de vuelta | Partidos de vuelta | Partidos de vuelta | Partidos de vuelta |
| Local              | Resultado          | Visitante          | Estadio            | Fecha              |                    |
| ------------------ | ------------------ | ------------------ | ------------------ | ------------------ | ------------------ |
| 9 de Julio         | 2 - 0              | San Jorge          | Rafaela            | 18 de diciembre    |                    |

### Región Norte

#### Subzona A

##### Tabla de posiciones final
| Pos. | Equipo                            | Pts. | PJ | PG | PE | PP | GF | GC | Dif. |
| ---- | --------------------------------- | ---- | -- | -- | -- | -- | -- | -- | ---- |
| 01.º | Defensores (Fraile Pintado)       | 9    | 6  | 4  | 1  | 1  | 8  | 2  | 6    |
| 02.º | Deportivo Aviación (Orán)         | 9    | 6  | 4  | 1  | 1  | 10 | 5  | 5    |
| 03.º | Unión Madereros (General Mosconi) | 6    | 6  | 2  | 2  | 2  | 9  | 7  | 2    |
| 04.º | Altos Hornos Zapla (Palpalá)      | 0    | 6  | 0  | 0  | 6  | 5  | 18 | −13  |

|  | Clasificado a la Ronda Final |

| 1. |

#### Subzona B

##### Tabla de posiciones final
| Pos. | Equipo                              | Pts. | PJ | PG | PE | PP | GF | GC | Dif. |
| ---- | ----------------------------------- | ---- | -- | -- | -- | -- | -- | -- | ---- |
| 01.º | Progreso (Rosario de la Frontera)   | 9    | 6  | 4  | 1  | 1  | 12 | 8  | 4    |
| 02.º | Nobleza (El Carril)                 | 6    | 6  | 2  | 2  | 2  | 7  | 7  | 0    |
| 03.º | El Galpón (El Galpón)               | 5    | 6  | 2  | 1  | 3  | 10 | 13 | −3   |
| 04.º | Barrio Obrero (Joaquín V. González) | 4    | 6  | 1  | 2  | 3  | 11 | 12 | −1   |

|  | Clasificado a la Ronda Final |

|  |

#### Subzona C

##### Tabla de posiciones final
| Pos. | Equipo                               | Pts. | PJ | PG | PE | PP | GF | GC | Dif. |
| ---- | ------------------------------------ | ---- | -- | -- | -- | -- | -- | -- | ---- |
| 01.º | Unión Santiago (Santiago del Estero) | 7    | 4  | 3  | 1  | 0  | 12 | 0  | 12   |
| 02.º | Concepción FC (Concepción)           | 4    | 4  | 2  | 0  | 2  | 7  | 4  | 3    |
| 03.º | Chacarita (Santa María)              | 1    | 4  | 0  | 1  | 3  | 1  | 16 | −15  |

|  | Clasificado a la Ronda Final |

|  |

#### Subzona D

##### Tabla de posiciones final
| Pos. | Equipo                                  | Pts. | PJ | PG | PE | PP | GF | GC | Dif. |
| ---- | --------------------------------------- | ---- | -- | -- | -- | -- | -- | -- | ---- |
| 01.º | Sportivo Guzmán (San Miguel de Tucumán) | 8    | 6  | 4  | 0  | 2  | 13 | 8  | 5    |
| 02.º | Mitre (Santiago del Estero)             | 7    | 6  | 3  | 1  | 2  | 12 | 7  | 5    |
| 03.º | Central Argentino (Herrera)             | 7    | 6  | 3  | 1  | 2  | 6  | 5  | 1    |
| 04.º | Frías (Frías)                           | 2    | 6  | 1  | 0  | 5  | 3  | 14 | −11  |

|  | Clasificado a la Ronda Final |

|  |

#### Ronda final - Playoff 1

##### Enfrentamientos
| Equipo 1                          | Global | Equipo 2                    |
| --------------------------------- | ------ | --------------------------- |
| Progreso (Rosario de la Frontera) | 1 - 3  | Defensores (Fraile Pintado) |

|  |                                |
|  | Clasificado a la Segunda etapa |

##### Resultados
| Partidos de ida | Partidos de ida | Partidos de ida | Partidos de ida | Partidos de ida | Partidos de ida |
| Local           | Resultado       | Visitante       | Lugar           | Fecha           |                 |
| --------------- | --------------- | --------------- | --------------- | --------------- | --------------- |
| `Defensores     | 2 - 0           | Progreso        | Fraile Pintado  | 11 de diciembre |                 |

| Partidos de vuelta | Partidos de vuelta | Partidos de vuelta | Partidos de vuelta     | Partidos de vuelta | Partidos de vuelta |
| Local              | Resultado          | Visitante          | Estadio                | Fecha              |                    |
| ------------------ | ------------------ | ------------------ | ---------------------- | ------------------ | ------------------ |
| Progreso           | 1 - 1              | Defensores         | Rosario de la Frontera | 18 de diciembre    |                    |

#### Ronda final - Playoff 2

##### Enfrentamientos
| Equipo 1                             | Global | Equipo 2                                |
| ------------------------------------ | ------ | --------------------------------------- |
| Unión Santiago (Santiago del Estero) | 6 - 1  | Sportivo Guzmán (San Miguel de Tucumán) |

|  |                                |
|  | Clasificado a la Segunda etapa |

##### Resultados
| Partidos de ida | Partidos de ida | Partidos de ida | Partidos de ida       | Partidos de ida | Partidos de ida |
| Local           | Resultado       | Visitante       | Lugar                 | Fecha           |                 |
| --------------- | --------------- | --------------- | --------------------- | --------------- | --------------- |
| Sportivo Guzmán | 1 - 2           | Unión Santiago  | San Miguel de Tucumán | 4 de diciembre  |                 |

| Partidos de vuelta | Partidos de vuelta | Partidos de vuelta | Partidos de vuelta  | Partidos de vuelta | Partidos de vuelta |
| Local              | Resultado          | Visitante          | Estadio             | Fecha              |                    |
| ------------------ | ------------------ | ------------------ | ------------------- | ------------------ | ------------------ |
| Unión Santiago     | 4 - 0              | Sportivo Guzmán    | Santiago del Estero | 11 de diciembre    |                    |

## Segunda etapa

### Primera ronda

#### Zona 1

##### Tabla de posiciones final
| Pos. | Equipo                                    | Pts. | PJ | PG | PE | PP | GF | GC | Dif. |
| ---- | ----------------------------------------- | ---- | -- | -- | -- | -- | -- | -- | ---- |
| 01.º | Liniers (Bahía Blanca)                    | 11   | 8  | 5  | 1  | 2  | 13 | 9  | 4    |
| 02.º | Defensores (Juan Nepomuceno Fernández)    | 10   | 8  | 5  | 0  | 3  | 15 | 11 | 4    |
| 03.º | Deportivo Patagones (Carmen de Patagones) | 8    | 8  | 3  | 2  | 3  | 13 | 10 | 3    |
| 04.º | Racing (Carhué)                           | 5    | 8  | 2  | 1  | 5  | 10 | 14 | −4   |
| 05.º | Alvarado (Mar del Plata)                  | 4    | 8  | 1  | 2  | 5  | 5  | 14 | −9   |

|  | Clasificado a la Segunda Ronda |

|  |

#### Zona 2

##### Tabla de posiciones final
| Pos. | Equipo                     | Pts. | PJ | PG | PE | PP | GF | GC | Dif. |
| ---- | -------------------------- | ---- | -- | -- | -- | -- | -- | -- | ---- |
| 01.º | Cipolletti                 | 15   | 8  | 7  | 1  | 0  | 28 | 5  | 23   |
| 02.º | Alianza (Cutral Có)        | 9    | 8  | 3  | 3  | 2  | 12 | 11 | 1    |
| 03.º | Costa Brava (General Pico) | 9    | 8  | 3  | 3  | 2  | 10 | 11 | −1   |
| 04.º | Racing (Trelew)            | 7    | 8  | 2  | 3  | 3  | 9  | 11 | −2   |
| 05.º | Atlético Neuquén           | 0    | 8  | 0  | 0  | 8  | 2  | 23 | −21  |

|  | Clasificado a la Segunda ronda |

| 1. |

#### Zona 3

##### Tabla de posiciones final
| Pos. | Equipo                    | Pts. | PJ | PG | PE | PP | GF | GC | Dif. |
| ---- | ------------------------- | ---- | -- | -- | -- | -- | -- | -- | ---- |
| 01.º | Rosamonte (Apóstoles)     | 10   | 6  | 4  | 2  | 0  | 10 | 5  | 5    |
| 02.º | Bartolomé Mitre (Posadas) | 7    | 6  | 3  | 1  | 2  | 11 | 7  | 4    |
| 03.º | 1.º de Mayo (Formosa)     | 6    | 6  | 2  | 2  | 2  | 8  | 12 | −4   |
| 04.º | Atlético Posadas          | 1    | 6  | 0  | 1  | 5  | 6  | 11 | −5   |

|  | Clasificado a la Segunda ronda |

|  |

#### Zona 4

##### Tabla de posiciones final
| Pos. | Equipo                         | Pts. | PJ | PG | PE | PP | GF | GC | Dif. |
| ---- | ------------------------------ | ---- | -- | -- | -- | -- | -- | -- | ---- |
| 01.º | Desamparados (San Juan)        | 10   | 8  | 4  | 2  | 2  | 14 | 11 | 3    |
| 02.º | Rincón del Atuel (Rama Caída)  | 9    | 8  | 4  | 1  | 3  | 13 | 12 | 1    |
| 03.º | Gimnasia y Esgrima (Mendoza)   | 9    | 8  | 4  | 1  | 3  | 9  | 8  | 1    |
| 04.º | Pacífico (General Alvear)      | 7    | 8  | 3  | 1  | 4  | 12 | 13 | −1   |
| 05.º | Jorge Newbery (Villa Mercedes) | 5    | 8  | 2  | 1  | 5  | 10 | 14 | −4   |

|  | Clasificado a la Segunda ronda |

| 1. |

#### Zona 5

##### Tabla de posiciones final
| Pos. | Equipo                                  | Pts. | PJ | PG | PE | PP | GF | GC | Dif. |
| ---- | --------------------------------------- | ---- | -- | -- | -- | -- | -- | -- | ---- |
| 01.º | San Martín (San Juan)                   | 12   | 8  | 5  | 2  | 1  | 18 | 14 | 4    |
| 02.º | Independiente Rivadavia (Mendoza)       | 11   | 8  | 5  | 1  | 2  | 10 | 7  | 3    |
| 03.º | Juventud Unida Universitario (San Luis) | 10   | 8  | 5  | 0  | 3  | 12 | 4  | 8    |
| 04.º | San Martín (El Bañado)                  | 4    | 8  | 1  | 2  | 5  | 4  | 18 | −14  |
| 05.º | San Lorenzo de Varga (La Rioja)         | 3    | 8  | 1  | 1  | 6  | 2  | 13 | −11  |

|  | Clasificado a la Segunda ronda |

|  |

#### Zona 6

##### Tabla de posiciones final
| Pos. | Equipo                               | Pts. | PJ | PG | PE | PP | GF | GC | Dif. |
| ---- | ------------------------------------ | ---- | -- | -- | -- | -- | -- | -- | ---- |
| 01.º | Unión Santiago (Santiago del Estero) | 12   | 8  | 5  | 2  | 1  | 14 | 4  | 10   |
| 02.º | Juventud Antoniana (Salta)           | 9    | 8  | 2  | 5  | 1  | 4  | 3  | 1    |
| 03.º | San Lorenzo de Alem (Catamarca)      | 8    | 8  | 3  | 2  | 3  | 6  | 11 | −5   |
| 04.º | Central Norte (Salta)                | 6    | 8  | 2  | 2  | 4  | 7  | 7  | 0    |
| 05.º | Defensores (Fraile Pintado)          | 5    | 8  | 1  | 3  | 4  | 2  | 8  | −6   |

|  | Clasificado a la Segunda ronda |

|  |

#### Zona 7

##### Tabla de posiciones final
| Pos. | Equipo                                      | Pts. | PJ | PG | PE | PP | GF | GC | Dif. |
| ---- | ------------------------------------------- | ---- | -- | -- | -- | -- | -- | -- | ---- |
| 01.º | Racing (Córdoba)                            | 8    | 6  | 3  | 2  | 1  | 10 | 8  | 2    |
| 02.º | Patronato (Paraná)                          | 7    | 6  | 2  | 3  | 1  | 12 | 9  | 3    |
| 03.º | Gimnasia y Esgrima (Concepción del Uruguay) | 5    | 6  | 1  | 3  | 2  | 9  | 11 | −2   |
| 04.º | 9 de Julio (Rafaela)                        | 4    | 6  | 1  | 2  | 3  | 8  | 11 | −3   |

|  | Clasificado a la Segunda ronda |

|  |

#### Zona 8

##### Tabla de posiciones final
| Pos. | Equipo                         | Pts. | PJ | PG | PE | PP | GF | GC | Dif. |
| ---- | ------------------------------ | ---- | -- | -- | -- | -- | -- | -- | ---- |
| 01.º | Aldosivi (Mar del Plata)       | 14   | 8  | 6  | 2  | 0  | 16 | 9  | 7    |
| 02.º | Villa Mitre (Bahía Blanca)     | 11   | 8  | 5  | 1  | 2  | 17 | 6  | 11   |
| 03.º | Social Ramallo (Villa Ramallo) | 5    | 8  | 2  | 1  | 5  | 13 | 18 | −5   |
| 04.º | Grupo Universitario (Tandil)   | 5    | 8  | 2  | 1  | 5  | 7  | 13 | −6   |
| 05.º | Racing (Olavarría)             | 5    | 8  | 1  | 3  | 4  | 10 | 17 | −7   |

|  | Clasificado a la Segunda ronda |

|  |

### Segunda ronda

#### Zona 1
| Pos. | Equipo                                 | Pts. | PJ | PG | PE | PP | GF | GC | Dif. |
| ---- | -------------------------------------- | ---- | -- | -- | -- | -- | -- | -- | ---- |
| 01.º | Cipolletti                             | 9    | 6  | 3  | 3  | 0  | 17 | 8  | 9    |
| 02.º | Liniers (Bahía Blanca)                 | 6    | 6  | 2  | 2  | 2  | 10 | 12 | −2   |
| 03.º | Defensores (Juan Nepomuceno Fernández) | 5    | 6  | 2  | 1  | 3  | 12 | 10 | 2    |
| 04.º | Alianza (Cutral Có)                    | 4    | 6  | 2  | 0  | 4  | 9  | 18 | −9   |

|  | Clasificado a la Tercera ronda |

|  |

#### Zona 2
| Pos. | Equipo                        | Pts. | PJ | PG | PE | PP | GF | GC | Dif. |
| ---- | ----------------------------- | ---- | -- | -- | -- | -- | -- | -- | ---- |
| 01.º | Rosamonte (Apóstoles)         | 8    | 6  | 3  | 2  | 1  | 9  | 4  | 5    |
| 02.º | Bartolomé Mitre (Posadas)     | 7    | 6  | 2  | 3  | 1  | 8  | 10 | −2   |
| 03.º | Rincón del Atuel (Rama Caída) | 7    | 6  | 2  | 3  | 1  | 8  | 5  | 3    |
| 04.º | Desamparados (San Juan)       | 2    | 6  | 1  | 0  | 5  | 9  | 15 | −6   |

|  | Clasificado a la Tercera ronda |

|  |

#### Zona 3
| Pos. | Equipo                               | Pts. | PJ | PG | PE | PP | GF | GC | Dif. |
| ---- | ------------------------------------ | ---- | -- | -- | -- | -- | -- | -- | ---- |
| 01.º | Juventud Antoniana (Salta)           | 8    | 6  | 3  | 2  | 1  | 16 | 8  | 8    |
| 02.º | San Martín (San Juan)                | 7    | 6  | 3  | 1  | 2  | 11 | 9  | 2    |
| 03.º | Unión Santiago (Santiago del Estero) | 5    | 6  | 2  | 1  | 3  | 8  | 9  | −1   |
| 04.º | Independiente Rivadavia (Mendoza)    | 4    | 6  | 1  | 2  | 3  | 6  | 15 | −9   |

|  | Clasificado a la Tercera ronda |

|  |

#### Zona 4
| Pos. | Equipo                     | Pts. | PJ | PG | PE | PP | GF | GC | Dif. |
| ---- | -------------------------- | ---- | -- | -- | -- | -- | -- | -- | ---- |
| 01.º | Aldosivi (Mar del Plata)   | 8    | 6  | 3  | 2  | 1  | 4  | 2  | 2    |
| 02.º | Villa Mitre (Bahía Blanca) | 7    | 6  | 2  | 3  | 1  | 8  | 6  | 2    |
| 03.º | Patronato (Paraná)         | 6    | 6  | 2  | 2  | 2  | 7  | 5  | 2    |
| 04.º | Racing (Córdoba)           | 3    | 6  | 0  | 3  | 3  | 5  | 11 | −6   |

|  | Clasificado a la Tercera ronda |

|  |

### Tercera ronda

#### Zona 1
| Pos. | Equipo                    | Pts. | PJ | PG | PE | PP | GF | GC | Dif. |
| ---- | ------------------------- | ---- | -- | -- | -- | -- | -- | -- | ---- |
| 01.º | Cipolletti                | 7    | 6  | 3  | 1  | 2  | 11 | 8  | 3    |
| 02.º | Rosamonte (Apóstoles)     | 7    | 6  | 2  | 3  | 1  | 12 | 9  | 3    |
| 03.º | Liniers (Bahía Blanca)    | 7    | 6  | 2  | 3  | 1  | 10 | 8  | 2    |
| 04.º | Bartolomé Mitre (Posadas) | 3    | 6  | 1  | 1  | 4  | 4  | 12 | −8   |

|  | Clasificado a la Ronda final |

|  |

#### Zona 2
| Pos. | Equipo                     | Pts. | PJ | PG | PE | PP | GF | GC | Dif. |
| ---- | -------------------------- | ---- | -- | -- | -- | -- | -- | -- | ---- |
| 01.º | San Martín (San Juan)      | 7    | 6  | 3  | 1  | 2  | 10 | 9  | 1    |
| 02.º | Juventud Antoniana (Salta) | 7    | 6  | 3  | 1  | 2  | 11 | 12 | −1   |
| 03.º | Aldosivi (Mar del Plata)   | 6    | 6  | 3  | 0  | 3  | 6  | 6  | 0    |
| 04.º | Villa Mitre (Bahía Blanca) | 4    | 6  | 2  | 0  | 4  | 13 | 13 | 0    |

|  | Clasificado a la Ronda final |

|  |

## Ronda final

### Tabla de posiciones final
| Pos. | Equipo                     | Pts. | PJ | PG | PE | PP | GF | GC | Dif. |
| ---- | -------------------------- | ---- | -- | -- | -- | -- | -- | -- | ---- |
| 01.º | San Martín (San Juan)      | 9    | 6  | 4  | 1  | 1  | 12 | 4  | 8    |
| 02.º | Cipolletti                 | 6    | 6  | 2  | 2  | 2  | 10 | 6  | 4    |
| 03.º | Rosamonte (Apóstoles)      | 6    | 6  | 2  | 2  | 2  | 4  | 8  | −4   |
| 04.º | Juventud Antoniana (Salta) | 3    | 6  | 1  | 1  | 4  | 4  | 12 | −8   |

|  | Ascendió al Nacional B |

|  |

### Resultados
| Fecha 1    | Fecha 1   | Fecha 1            | Fecha 1    | Fecha 1    | Fecha 1 |
| Local      | Resultado | Visitante          | Estadio    | Fecha      |         |
| ---------- | --------- | ------------------ | ---------- | ---------- | ------- |
| Cipolletti | 5 - 0     | Juventud Antoniana | Cipolletti | 4 de junio |         |
| San Martín | 5 - 0     | Rosamonte          | San Juan   | 4 de junio |         |

| Fecha 2            | Fecha 2   | Fecha 2    | Fecha 2   | Fecha 2     | Fecha 2 |
| Local              | Resultado | Visitante  | Estadio   | Fecha       |         |
| ------------------ | --------- | ---------- | --------- | ----------- | ------- |
| Rosamonte          | 0 - 1     | Cipolletti | Apóstoles | 11 de junio |         |
| Juventud Antoniana | 1 - 2     | San Martín | Salta     | 11 de junio |         |

| Fecha 3    | Fecha 3   | Fecha 3            | Fecha 3    | Fecha 3     | Fecha 3 |
| Local      | Resultado | Visitante          | Estadio    | Fecha       |         |
| ---------- | --------- | ------------------ | ---------- | ----------- | ------- |
| Cipolletti | 0 - 0     | San Martín         | Cipolletti | 18 de junio |         |
| Rosamonte  | 1 - 0     | Juventud Antoniana | Apóstoles  | 18 de junio |         |

| Fecha 4            | Fecha 4   | Fecha 4    | Fecha 4   | Fecha 4     | Fecha 4 |
| Local              | Resultado | Visitante  | Estadio   | Fecha       |         |
| ------------------ | --------- | ---------- | --------- | ----------- | ------- |
| Juventud Antoniana | 2 - 1     | Cipolletti | Salta     | 25 de junio |         |
| Rosamonte          | 1 - 0     | San Martín | Apóstoles | 25 de junio |         |

| Fecha 5    | Fecha 5   | Fecha 5            | Fecha 5    | Fecha 5    | Fecha 5 |
| Local      | Resultado | Visitante          | Estadio    | Fecha      |         |
| ---------- | --------- | ------------------ | ---------- | ---------- | ------- |
| Cipolletti | 1 - 1     | Rosamonte          | Cipolletti | 2 de julio |         |
| San Martín | 2 - 0     | Juventud Antoniana | San Juan   | 2 de julio |         |

| Fecha 6            | Fecha 6   | Fecha 6    | Fecha 6  | Fecha 6    | Fecha 6 |
| Local              | Resultado | Visitante  | Estadio  | Fecha      |         |
| ------------------ | --------- | ---------- | -------- | ---------- | ------- |
| San Martín         | 3 - 2     | Cipolletti | San Juan | 9 de julio |         |
| Juventud Antoniana | 1 - 1     | Rosamonte  | Salta    | 9 de julio |         |

|                                |
|                                |
| Campeón San Martín 1.er título |